# بادغان إسلامي إمام رضا
بادغان إسلامي إمام رضا هي قرية في مقاطعة مراغة، إيران. عدد سكان هذه القرية هو 3,361 في سنة 2006.